# زلاتكو إيفانكوفيتش
زلاتكو إيفانكوفيتش (بالكرواتية:Zlatko Ivanković)، من مواليد 28 فبراير 1957م، وهو لاعب كرة قدم ومدرب حالي. هو شقيق برانكو إيفانكوفيتش.